# William J. Field
William James Field est un homme politique britannique né le 22 mai 1909 et mort le 11 octobre 2002. Membre du Parti travailliste, il est député de Paddington North de 1946 à 1953. Sa carrière politique est brutalement interrompue par une condamnation pour racolage dans des toilettes publiques, à une époque où l'homosexualité est encore illégale au Royaume-Uni. Il démissionne et disparaît de la vie publique après cette affaire.